# 삿뽀로 밤사냥
"삿뽀로 밤사냥"은 1987년에 개봉한 대한민국의 영화이다.

## 캐스팅
- 김동현
- 이수진
- 이대근
- 김애경
- 이계인
- 김국현
- 김영인
- 석인수
- 황건
- 권일수
- 강영철